# Svenska Superligan der Frauen
Die Svenska Superligan ist die höchste Spielklasse im Unihockey der Frauen in Schweden.
Bei der Gründung 1997 hieß die Liga Elitserien, 2012 erfolgte die Umbenennung in Svenska Superligan. Erster Meister der Elitserien wurde Högdalens AIS.

## Geschichte

### 1982–1993: Erste Meisterschaften im Turnierformat
Das erste Mal, dass Schweden einen Unihockey-Meister der Frauen ausspielte, war am 3. Oktober 1982. Der erste Club, der die Trophäe in die Höhe stemmte, war Västanfors IF. In der ersten Auflage waren sechzehn Mannschaften vertreten, die auf vier Gruppen verteilt waren. Damals wurde das gesamte Turnier noch an einem Wochenende ausgespielt. Die Anzahl der teilnehmenden Mannschaften wurde in der folgenden Saison auf acht reduziert, das komprimierte Turnierformat mit Ausspielung der Meisterschaft an einem einzigen Wochenende blieb jedoch elf Jahre lang bestehen.

### 1993–1997: Division 1 im Ligamodus
Im Herbst 1993 wurde erstmals ein Ligamodus für die höchste Spielklasse eingeführt. Zunächst wurden drei Ligastaffeln (Nord, Nordwest und Ost) der Division 1 mit jeweils acht Mannschaften gebildet. Die besten 16 Mannschaften aus allen drei Staffeln kamen dann in ein Play-off, das in vier Phasen mit Achtelfinale, Viertelfinale, Halbfinale und Finale entschieden wurde.

### 1993–1997: Elitserien
1997 wurde daraus die Elitserien mit einer Nord- und einer Südstaffel. 2006 kam es in der obersten Damenspielklasse zu einer erneuten Umstrukturierung, die beiden Elitserien wurden zu einer einzigen zusammengelegt. Die Serie umfasste 14 Teams, wobei die besten acht ein Playoff erreichten, das aus Viertelfinale, Halbfinale und Finale bestand.

### Ab 1997: Svenska Superligan
Nachdem die Liga sechs Jahre lang unter dem Namen Elitserien firmierte, änderte sie 2012 ihren Namen in Svenska Superligan (SSL). Das Format blieb jedoch unverändert und die Serie mit 14 Mannschaften ist seitdem unverändert geblieben.

## Teilnehmer 2023/24
- Team Thorengruppen SK (Meister, Hauptrundenerster)
- Pixbo Wallenstam IBK
- Västerås Rönnby IBK
- IBF Falun
- Täby FC
- Endre IF
- FBC Kalmarsund
- Malmö FBC
- IBK Lund
- Åkersberga IBF
- Karlstad IBF
- Warberg IC
- IBK Lockerud Mariestad (Aufsteiger)
- KAIS Mora IF (Aufsteiger)

## Liste der Meisterschaften
| - 1983 – Västanfors IF - 1984 – Fagersta IF - 1985 – Västanfors IF - 1986 – Kristinebergs AIS - 1987 – IBK Lockerud - 1988 – IBK Lockerud - 1989 – VK Rasket - 1990 – VK Rasket - 1991 – IBK Lockerud - 1992 – VK Rasket - 1993 – VK Rasket - 1994 – Sjöstads IF - 1995 – IBK Lockerud - 1996 – Hagsätra IBK/Högdalens AIS (Spielgemeinschaft) - 1997 – Högdalens AIS - 1998 – Högdalens AIS - 1999 – Högdalens AIS | - 2000 – Balrog IK - 2001 – Balrog IK - 2002 – Balrog IK - 2003 – Balrog IK - 2004 – Örnsköldsviks SK - 2005 – IKSU - 2006 – IKSU - 2007 – Rönnby IBK - 2008 – IKSU - 2009 – Balrog IK - 2010 – Rönnby IBK - 2011 – Djurgårdens IF - 2012 – IKSU - 2013 – Rönnby IBK - 2014 – Djurgårdens IF - 2015 – KAIS Mora IF - 2016 – Pixbo Wallenstam IBK | - 2017 – IKSU - 2018 – IKSU - 2019 – Täby FC - 2020 – IKSU - 2021 – Team Thorengruppen SK - 2022 – Team Thorengruppen SK - 2023 – Team Thorengruppen SK - 2024 – Team Thorengruppen SK |

Anzahl Titelgewinne
| Rang | Verein                | Meistertitel | Zuletzt |
| ---- | --------------------- | ------------ | ------- |
| 1.   | IKSU                  | 7            | 2020    |
| 2.   | Balrog IK             | 5            | 2009    |
| 3.   | Team Thorengruppen SK | 4            | 2024    |
| 3.   | Högdalens AIS         | 4            | 1999    |
| 3.   | IBK Lockerud          | 4            | 1995    |
| 3.   | VK Rasket             | 4            | 1993    |
| 7.   | Rönnby IBK            | 3            | 2013    |
| 8.   | Djurgårdens IF        | 2            | 2014    |
| 8.   | Västanfors IF         | 2            | 1985    |
| 10.  | Täby FC               | 1            | 2019    |
| 10.  | Pixbo Wallenstam IBK  | 1            | 2016    |
| 10.  | KAIS Mora IF          | 1            | 2015    |
| 10.  | Örnsköldsviks SK      | 1            | 2004    |
| 10.  | Hagsätra IBK          | 1            | 1996    |
| 10.  | Sjöstads IF           | 1            | 1994    |
| 10.  | Kristinebergs AIS     | 1            | 1986    |
| 10.  | Fagersta IF           | 1            | 1984    |

Stand: 29. November 2024